# Къща музей „Димитър Димов“
Къщата музей „Димитър Димов“ се намира на ул. „Кръстьо Сарафов“ № 26 в София.
Домът на писателя Димитър Димов е превърнат в музей през 1969 г. Със създаване на Националния музей на българската литература през 1976 г., къща музей „Димитър Димов“ става част от неговата структура.
В този дом Димитър Димов прекарва последните 12 години от живота си. Апартаментът включва работен кабинет, лаборатория и документална експозиция, проследяваща моменти от живота и творческия път на писателя.
В музея е събран архива на писателя – ръкописи, документи, материали, свързани с научната му дейност, богат фотоархив, лични вещи, апаратура по химия, физика, радиотехника и фотография. Запазена е и личната му библиотеката с над 3000 тома книги.